# Dasychira colini
Dasychira colini este o specie de molie din genul Dasychira, subfamilia Lymantriinae. Este cunoscută în Madagascar și Senegal.

## Morfologie
Femela are o anvergură a aripilor de 52 mm. Aripile sunt de culoare albă pur și uniformă. Corpul este alb ca zăpada, spatele în inele de culoare gălbuie. Mabille a numit această specie după directorul Observatorului Regal al Madagascarului, R.P.E. Colin.

## Legături externe
- en Baza de date a genului Lepidoptera la Muzeul de istorie naturală